# Wycliffe Gordon
Wycliffe Gordon (Waynesboro, Georgia, 1967. május 29. –) amerikai harsonás, hangszerelő, énekes, dalszerző, zenekarvezető, zenetanár. Továbbá játszik didgeridoo-n, trombitán, tubán, zongorán. Toboznak becézik („pinecone”).

## Pályakép
Apja számos gyülekezetben volt orgonista, zongorista, zenetanár. Gordon tizenhárom éves korában a nagynénjétől kapott lemezek hatására már érdeklődött a dzsessz iránt. Különösen olyan zenészek vonzották, mint Louis Armstrong: a Hot Fives, illetve Hot Sevens.
Augusta városában járt abba a gimnáziumba, ahol az igazgató Don Milford harsonás volt. 1985-ben fejezte be a középiskolát. New Yorkban a McDonald's High Schoolban az All American Band tagjaként már fellépett. Zenét tanult a Florida A&M-nél, ahol marching band-ban játszott.
Eleinte Wynton Marsalis partnere volt, majd különböző hangszerekkel kísérletezett. Didgeridoo-n játszott, Thelonious Monk számokat és gospeleket adott elő.
Világszerte népszerűvé vált.

## Zenekarvezetőként
- Bone Structure (Atlantic, 1996)
- Slidin' Home (Nagel-Heyer, 1999)
- Blues of Summer (Nagel-Heyer, 2000)
- The Search (Nagel-Heyer, 2000)
- The Gospel Truth (Criss Cross, 2000)
- What You Dealin' With (Criss Cross, 2001)
- We (Nagel-Heyerr, 2002)
- United Soul Experience (Criss Cross, 2002)
- The Joyride (Nagel-Heyer, 2003)
- Dig This!! (Criss Cross, 2003)
- In the Cross (Criss Cross, 2004)
- Cone's Coup (Criss Cross, 2006)
- Standards Only (Nagel-Heyer, 2006)
- This Rhythm on My Mind (Blues Back, 2006)
- A Tribute to Storyville (Sidney Bechet Society, 2007)
- We, Vol. 2 (WJ3, 2007)
- BloozBluzeBlues, Vol. One (Blues Back, 2007)
- Boss Bones (Criss Cross, 2008)
- You and I (Blues Back, 2008)
- I'm Glad There is You (Blues Back, 2010)
- Cone and T-Staff (Criss Cross, 2010)
- Word (Blues Back, 2012)
- Dreams of New Orleans (Chesky, 2012)
- The Intimate Ellington: Ballads & Blues (Criss Cross, 2013)
- Signature Series (2014)
- Somebody New (2015)
- Within These Gates of Mine (2016)
- Hello Pops!: Tribute to Louis Armstrong (2016)
- The Co-Op (Brown Brothers Recordings 2017)